# Äspereds landskommun
Äspereds landskommun var en tidigare kommun i dåvarande Älvsborgs län.

## Administrativ historik
Kommunen bildades i Äspereds socken i Ås härad i Västergötland när 1862 års kommunalförordningar trädde i kraft.
Vid kommunreformen 1952 uppgick kommunen i Toarps landskommun som 1967 uppgick i Dalsjöfors landskommun som 1974 uppgick i Borås kommun.

## Politik

### Mandatfördelning i Äspereds landskommun 1946
| 1 | 1 | 9 | 3 | 6 |

| 18 |